# Torgny Löwgren
Torgny Löwgren, född 9 juni, 1972 i Höganäs, ishockeyspelare som tvingades lägga skridskorna på hyllan efter en knäskada säsongen 2003/04. Karriärens sista match blev 6-2-matchen för Rögle BK hemma mot Nybro Vikings IF den 21 november.
Refererar radiosportens webbsändningar på Rögles hemmamatcher

## Klubbar i karriären
- Rögle BK -1993, 2001-2003
- Vita Hästen 1993-1995
- Leksands IF 1995-2001